# Ostrovit
Ostrovit — виробник вина у Румунії, володіє винною торговою маркою Domeniile Ostrov. Компанія володіє 1300 га виноградної лози, 700 га плодових дерев та 200 га овочів та фруктів. Компанія "Ostrovit" належить бізнесмену Хорії Кульческу, зятю Джиджі Бекалі.
Domeniile Ostrov розташована на південному заході округу Констанца, уздовж правого берега Дунаю, на верхній терасі довжиною 30 км. Domeniile Ostrov - це парасольковий бренд, під яким продаються винні сорти виноградників Ostrov площею 1300 га. Поряд з виноградником компанія володіє також майже 500 га плодових дерев та 200 га овочів. 
Компанія володіє фабрикою в жудеці Остров Констанцького повіту та фабрикою в Ліпніці. Будівництво заводу в Ліпніці розпочалось у 2007 році, виробництво розпочато через рік. Завод залучив інвестиції в розмірі 7 млн. євро, а в травні 2010 р. місткість сховища склала 8 млн. літрів.
Хорія Кульческу також володіє компаніями Leader International (завод з виробництва овочів та фруктів), Berser (теплиці) та Leoser (теплиці). У 2008 р. сукупний бізнес цих компаній склав 40 млн. євро.
У 2013 році оборот компанії склав 19 мільйонів леїв, збільшившись приблизно на 20% порівняно з аналогічним періодом минулого року, тобто 7,5 мільйона літрів вина.

## Зовнішні посилання
- www.domeniileostrov.ro [Архівовано 21 січня 2022 у Wayback Machine.] - Офіційний вебсайт